# St Nicholas-at-Wade
St Nicholas-at-Wade est une paroisse civile et un village du Kent, en Angleterre.